# 废除干部领导职务终身制
废除干部领导职务终身制是中国共产党和中华人民共和国在1980年代邓小平實際主導最高決策时決定的一项重要政治制度，终结了毛泽东时代的领导人终身制，建立起任期制和退休制度。1989年11月，邓小平在中共十三届五中全会上辞去中共中央军委主席的职务，并于次年3月辞去国家军委主席的职务，正式退休；其后数年内，陈云、杨尚昆、薄一波、习仲勋、万里等中共元老也正式退休，以实际行动废除了领导职务终身制。江泽民和胡锦涛两任中共中央总书记主政期间延续了该项政策。
2018年3月，十三届全国人大一次会议上通过的《宪法修正案》中，国家主席和副主席最长连任两届的规定被取消。这被普遍认为是习近平谋求连任三届或更久的举动。
2022年10月的中共二十届一中全会上，习近平第三次当选为中共中央总书记和中共中央军委主席，即再次连任中华人民共和国最高领导人。2023年3月10日，習近平又在十四屆全國人大一次會議上第三次當選为中華人民共和國主席，是中華人民共和國歷史上第一位任期超過十年的國家主席，任期超越包括毛澤東在內的歷任國家主席。有媒体据此认为干部领导职务终身制已经复辟。

## 历史沿革

### 提出

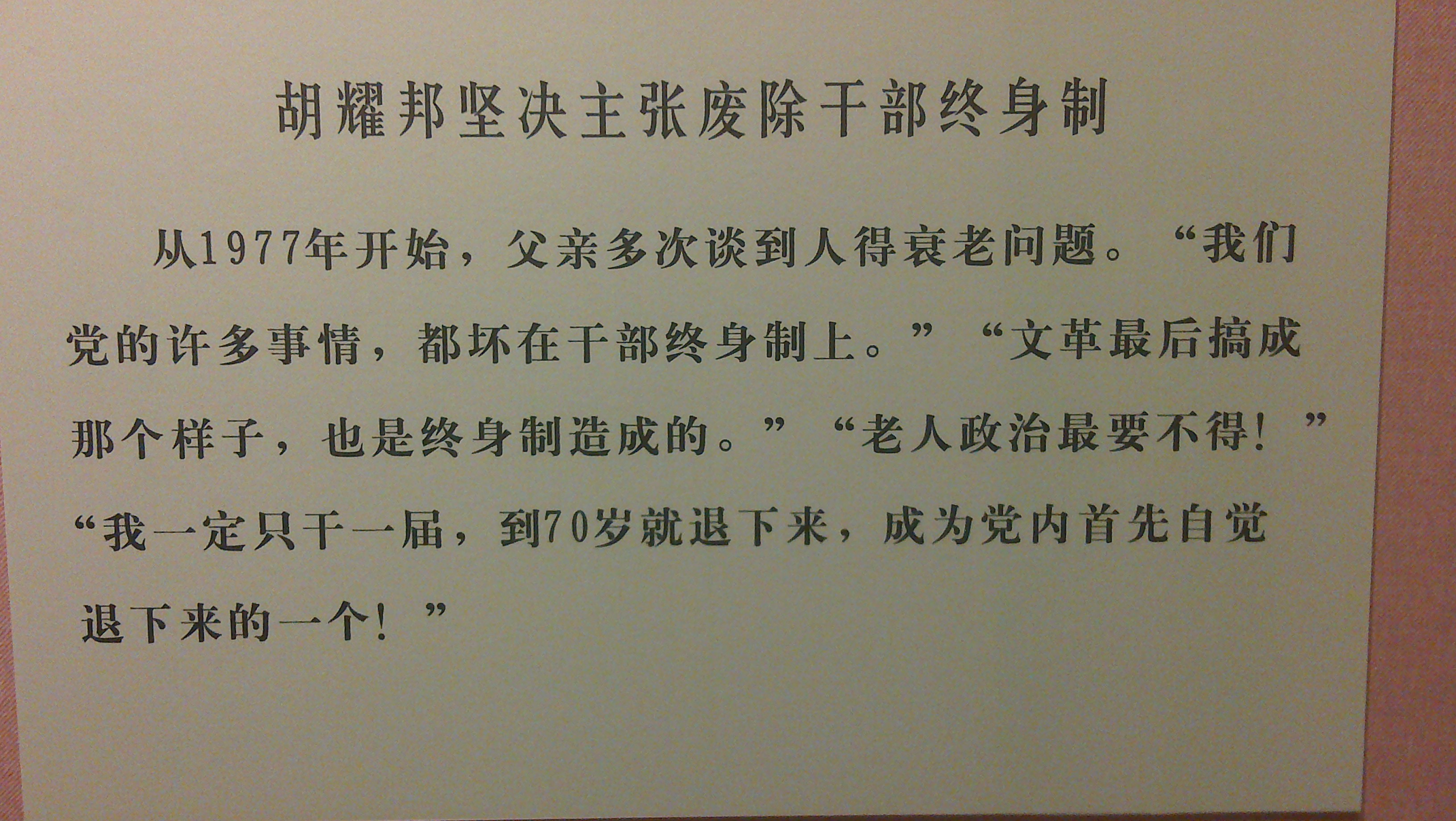
前中共中央总书记胡耀邦支持废除干部终身制

1980年4月23日，中共中央政治局扩大会议召开，会议通过了中共中央副主席邓小平提出的《关于丧失工作能力老同志不当十二大代表和中央委员候选人的决定》，是废除领导干部职务终身制的开端。
1980年8月18日，邓小平在会议上发表了《党和国家领导制度的改革》的讲话（俗称“8.18讲话”），提出对现行制度存在的官僚主义、权力过分集中、家长制、干部领导职务终身制等各种弊端必须进行改革，而8.18讲话也成为了1980年代中国政治体制改革的开端。

### 确立
1982年2月，中共中央和国务院试行退休制度，从企业中开始，逐步推广到党政机关职能部门。1982年9月，中共十二大通过了建立中国共产党中央顾问委员会，作为废除领导干部职务终身制的过渡性机构。
1982年12月，第五届全国人民代表大会第五次会议通过了《八二宪法》，是第四部中华人民共和国宪法及现行宪法。《宪法》规定国家主席、副主席、国务院总理、副总理、全国人大常委会委员长、副委员长、最高人民法院院长、最高人民检察院检察长等国家领导人的任期与全国人民代表大会相同，“连续任职不得超过两届”象征着领导干部职务终身制正式被废除。

1987年，中共十三大召开前，邓小平、陈云、李先念等人共同约定要退休，不再担任任何职务。10月，中共十三大召开，邓小平离开了中央委员会、离任中央顾问委员会主任一职，开始部署此后退休安排。1989年6月16日，邓小平在六四事件后的一次谈话中，提到：
现在看起来，我的分量太重，对国家和党不利，有一天就会很危险。国际上好多国家把对华政策放在我是不是病倒了或者死去了上面。我多年来就意识到这个问题。一个国家的命运建立在一两个人的声望上面，是很不健康的，是很危险的。不出事没问题，一出事就不可收拾。
同年9月，邓小平同几位中央负责人谈话，主要商量自己退休的问题，说道：
我过去多次讲，可能我最后的作用是带头建立退休制度。我已经慢慢练习如何过退休生活，工作了几十年，完全脱离总有个过程。下次党代表大会不搞顾问委员会了，还是搞退休制度。我退休的时间是不是就确定在五中全会……。退的方式，越简单越好。我多次讲，一个国家的命运寄托在一两个人的威望上是很不正常的。而利用退休又来歌功颂德一番，也没有什么好处。退休方式要简化，死后丧事也要简化。
1989年11月，中共十三届五中全会上，邓小平辞去中共中央军委主席的职务，第二年再辞去国家军委主席的职务，正式退休，以行动废除了领导人终身制。其他中共元老，包括陈云、杨尚昆、薄一波、习仲勋等，随后也卸任领导职务，退出政坛，将权力移交给江泽民、李鹏、乔石、朱镕基、李瑞环等人组成的第三代中央领导集体。
中共的人事任命開始依循「七上八下」的慣例，即68歲及以上必須退休，67歲及以下可留任。

### 发展
2002年11月，中共十六大召开，以江泽民为首的中央领导集体成员，不再出任新一届中央委员会委员，开始离开领导岗位，将总书记权力移交给以胡锦涛为首的第四代中央领导集体。不过江泽民卸任中共中央总书记的职务后，仍然继续担任了两年中央军委主席兼国家军委主席的职务，之后再由胡锦涛接任。2012年11月的中共十八大上，胡锦涛将总书记和中央军委主席的职务交给习近平，不再担任党内职务，仅保留国家主席兼国家军委主席到来年新一届全国人大召开后届满卸任，正式“裸退”，习近平当时称赞胡锦涛带头离开领导岗位是“高风亮节的表现”，标志着废除干部领导职务终身制进一步完善。
2014年9月，中共中央总书记习近平发表《在庆祝全国人民代表大会成立六十周年大会上的讲话》，讲话中说：“评价一个国家政治制度是不是民主的、有效的，主要看国家领导层能否依法有序更替，全体人民能否依法管理国家事务和社会事务、管理经济和文化事业，人民群众能否畅通表达利益要求，社会各方面能否有效参与国家政治生活，国家决策能否实现科学化、民主化，各方面人才能否通过公平竞争进入国家领导和管理体系，执政党能否依照宪法法律规定实现对国家事务的领导，权力运用能否得到有效制约和监督。经过长期努力，我们在解决这些重点问题上都取得了决定性进展。我们废除了实际上存在的领导干部职务终身制，普遍实行领导干部任期制度，实现了国家机关和领导层的有序更替。” 
2019年，中共党刊《求是》杂志第18期重新刊登了《在庆祝全国人民代表大会成立六十周年大会上的讲话》。习近平在中共十九届四中全会上，也继续强调国家领导层能否依法有序更替是衡量国家制度是否民主的重要标准。

### 争议
2018年，中共中央向十三届全国人大提议修改宪法，其中包括删除国家主席和副主席的连任限制。原先，根据邓小平在1980年提倡的“废除领导干部职务终身制”，重新设立原来被废除的国家主席和副主席，任期为五年一届，连任不能超过两届。2022年10月23日，习近平在中共二十届一中全会上第三次当选为中共中央总书记，于2023年3月10日亦第三次當選为中華人民共和國主席。
有分析人士担心，修宪与连任意味着干部领导职务终身制的复辟。对此，《人民日报》于2018年3月1日发表文章，称在国家主席任职规定上作出修改，是着眼于健全党和国家领导体制，在宪法上作出制度安排“不意味着改变党和国家领导干部退休制，也不意味着领导干部职务终身制。”十三届全国人大一次会议新闻发布上发言人张业遂回应，目前中共党章对总书记、中共军委主席，宪法对国家军委主席都没有做出“连续任职不得超过两届”规定。宪法也采取上述做法“有利于维护以习近平同志为核心的党中央权威和集中统一领导，有利于加强和完善国家领导体制。”
但是，中共中央办公厅在2006年印发的《党政领导干部职务任期暂行规定》则有如下条款：“第二条　本规定适用于中共中央、全国人大常委会、国务院、全国政协的工作部门和工作机构的正职领导成员；县级以上地方党委、政府领导成员，纪委、人民法院、人民检察院的正职领导成员；省（自治区、直辖市）、市（地、州、盟）党委、人大常委会、政府、政协的工作部门和工作机构的正职领导成员。”“第三条　党政领导职务每个任期为５年。”“第六条　党政领导干部在同一职位上连续任职达到两个任期，不再推荐、提名或者任命担任同一职务。”
不过，根据《中国共产党章程》第三十八条，党的各级领导干部，无论是由民主选举产生的，或是由领导机关任命的，他们的职务都不是终身的，都可以变动或解除。由于国家主席、中共中央总书记和中央军委主席之间存在“三位一体”的制度，国家主席必然是中国共产党党员，必须遵守《中国共产党章程》。故，修宪确为领导人“长期执政”铺平了道路，但尚未触及“终身执政”的红线。
英国《金融时报》于2018年4月16日引述知情人士叙述称，习近平在最近与外国政要和中国大陸官员举行的三次会晤中表示，他个人“反对”终身制，并说外界对中国大陸最近的修宪有“误解”。
2019年11月，BBC发表文章认为“习近平治下的中国大陸有可能走上苏共前总书记勃列日涅夫的老路”，认为勃列日涅夫上台后结束了赫鲁晓夫开始的改革和有自由化色彩的承诺，加强了国家集中控制，这与习近平上台后重新推行“党领导一切”的做法相似。
澳洲智庫組織洛伊國際政策研究所（Lowy Institute for International Policy）與美國戰略與國際研究中心（Center for Strategic and International Studies）在2021年4月聯合發表報告，指出習近平的長期執政限制了新血磨練的機會，給中國大陸未來的政治道路帶來不確定性，使中共面臨潛在的繼任危機。

## 比較
同比1980年代的苏联，1982年勃列日涅夫死后，其继承人安德罗波夫和契尔年科年老体弱，先后在2年内病逝。这导致苏联一度陷入政治权力真空，凸显了领导人终身制的弊端。苏联共产党在四年内失去了三位总书记，直至1985年少壮派戈尔巴乔夫继任才正式确立权力更替。
越南在1986年前也是领导人终身制，革新開放後废除领导人终身制，又實行「四頭馬車」（越共中央總書記、國家主席、政府總理、國會主席）由不同人出任，實行集體領導，以達致權力平衡。但2011年起當選越共中央總書記的阮富仲曾在2018年至2021年兼任越南国家主席。他在2021年兩個任期任滿後，亦第三次當選越共中央總書記，繼續兼任越共中央軍委書記但卸任國家主席職務。2024年阮富仲在任上逝世。
中国大陸于1982年改革開放後废除领导人终身制，除了可以限制老人政治和确保权力交接稳定，亦可以讓黨內領導層有效接班。2018年習近平取消了憲法上中國國家主席連任次數的限制，加上中共黨章原本即沒有關於總書記和軍委主席連任次數的規定，修憲後習近平可以不受限制繼續擔任黨和國家的最高領導人。